# The Birthday of a King
(The) Birthday of a King è un tradizionale canto natalizio, scritto nel 1890 ca.  dal direttore d'orchestra e compositore statunitense William Harold Neidlinger (1863-1924) , autore sia delle parole che della musica.

## Testo
Il testo, che si compone di due strofe più il ritornello,  è di carattere religioso e descrive alcune scene tipiche della Natività:
In the little village of Bethlehem,

There lay a Child one day;

And the sky was bright with a holy light

Over the place where Jesus lay.

Ritornello:

Alleluia! O how the angels sang.

Alleluia! How it rang!

And the sky was bright with a holy light

'Twas the birthday of a King.

'Twas a humble birthplace,

But O how much God gave to us that day,

From the manger bed what a path has led,

What a perfect, holy way.

Ritornello